# Чебоксарский завод промышленных тракторов
Чебоксарский завод промышленных тракторов — предприятие СССР и России по производству промышленных тракторов, расположенное в городе Чебоксары (Российская Федерация).
Оператором предприятия с 2020 года значится Общество с ограниченной ответственностью «Производственная компания «Промтрактор».

## История

### СССР
В связи с загруженностью Челябинского тракторного завода (ЧТЗ) выпуском востребованных тракторов Т-170 и ДЭТ-250, на нём не нашлось места для развития производства перспективных тракторов серии Т-330, поэтому было принято решение постройке нового завода в городе Чебоксары.
Строительство завода началось 12 января 1972 года на основании Постановления ЦК КПСС и Совета Министров СССР № 606 от 3 августа 1966 года: «Об ускорении развития в 1966—1970-х гг. производства тракторов, самоходных шасси и запасных частей к ним» и № 157 от 29 февраля 1972 года «О строительстве первой очереди ЧЗПТ и реконструкции Волгоградского моторного завода МТСХМ». 
21 октября 1971 была организована Дирекция строящегося завода; директором завода был назначен В. Т. Десятов.
30 декабря 1974 года вступил в строй первый производственный корпус завода — сдаточный корпус, на производственных площадях которого и началось изготовление узлов и деталей будущего серийного трактора Т-330 мощностью 330 л. с. Одновременно происходила разработка прицепных и навесных механизмов для создания специализированных версий Т-330 (бульдозерного оборудования, снегоочистителя, канавокопателя, рыхлителя почвы).

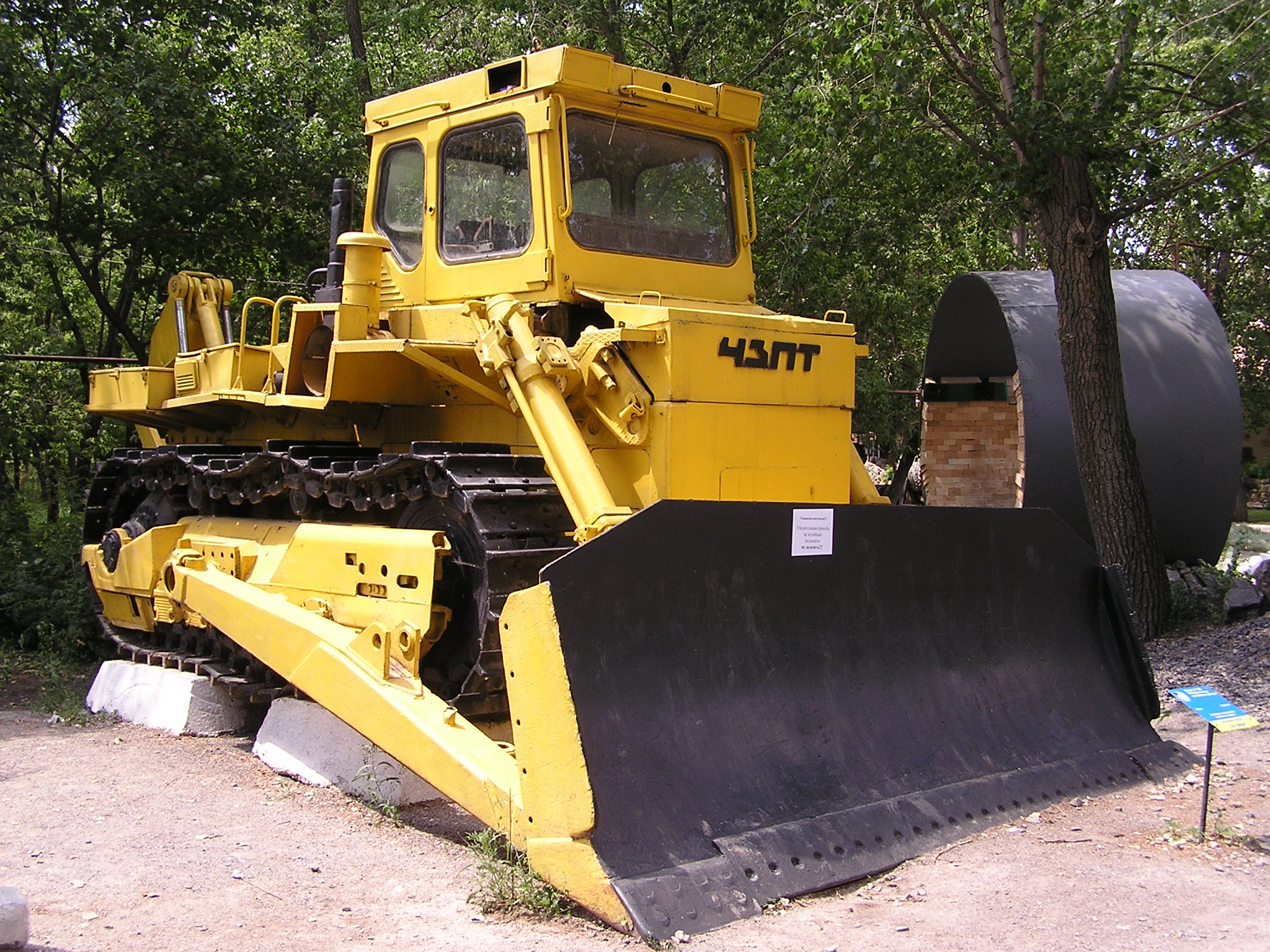
Трактор Т-330

25 октября 1975 года был сдан первый трактор-бульдозер Т-330 под маркой «ЧЗПТ».
На базе трактора Т-330 в 1974 году был спроектирован трактор-трубоукладчик, предназначенный для укладки труб большого диаметра в траншею, сопровождения очистных изоляционных машин и выполнения подъёмно-транспортных работ на магистральных газо- и нефтепроводах. Первый опытный образец был собран 7 мая 1977 года. 
1 сентября 1982 года с главного конвейера сошёл 1000-й трактор. 
В 1985 году начат выпуск трактора Т-500.

### В Российской Федерации

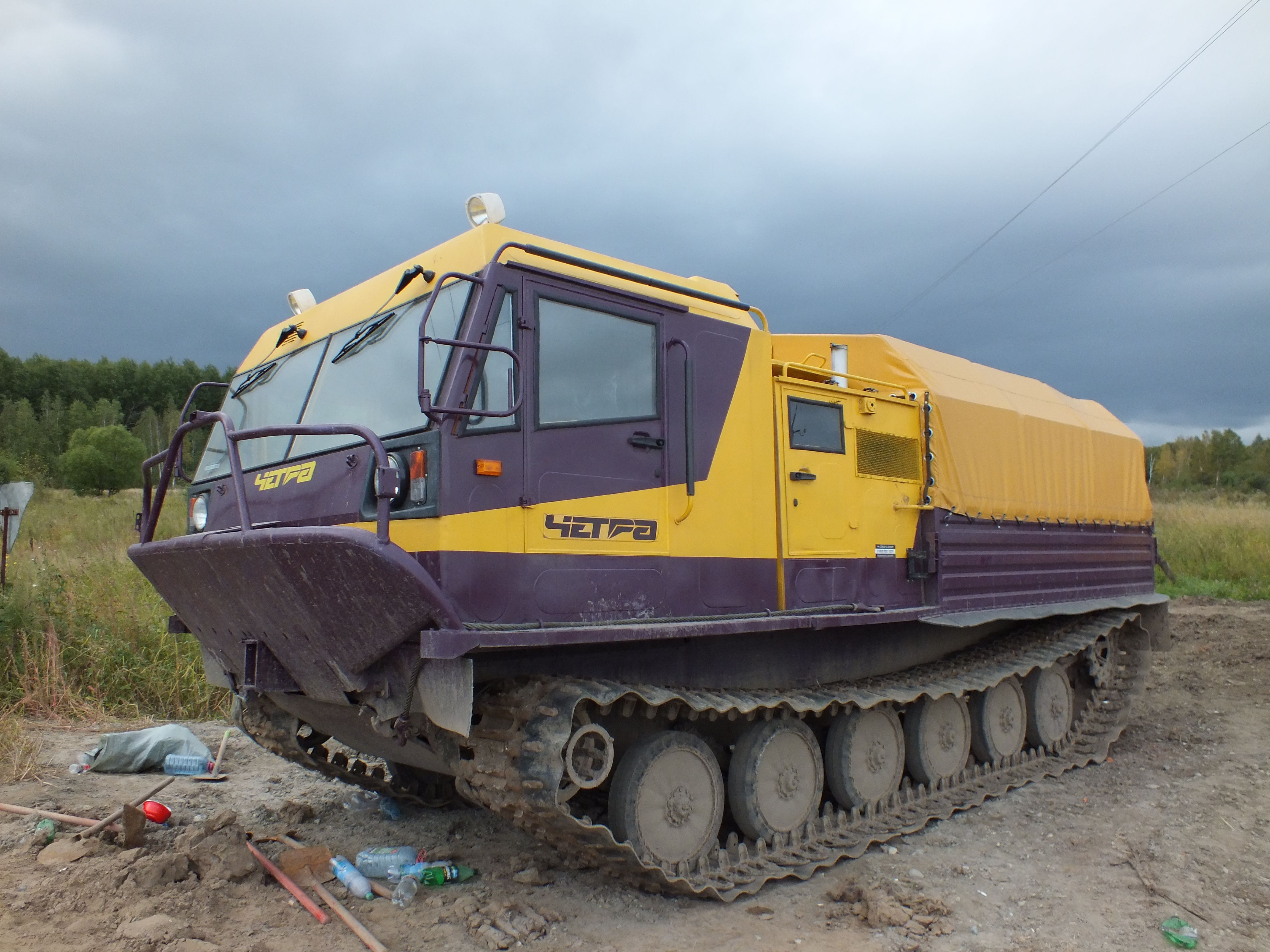
Плавающий вездеход ЧЕТРА

В 2014 году на завод перенесли производство зерноуборочных комбайнов с ликвидированного Красноярского завода комбайнов, первый комбайн марки «АГРОМАШ 4000» сошел с конвейра 26 марта.
31 мая 2023 года юридическое лицо АО «Промтрактор» было признано банкротом и впоследствии ликвидировано. Сам завод при этом продолжил работу.

## Собственники
Основными операторами предприятия на 2021 год значатся 
ООО «Производственная компания „Промтрактор“», 
АО «Чебоксарский завод промышленных тракторов» (АО «Промтрактор»); 
инфраструктуру завода также используют ООО «Завод промышленного литья», 
ООО «Концерн „Тракторные заводы“» 
и множество иных организаций.